# 명동 44번지
"명동 44번지"는 1965년 공개된 대한민국의 영화이다.

## 배역
- 신영균
- 김혜정
- 남석훈
- 이대엽
- 이예춘
- 이빈화
- 트위스트 김
- 독고성
- 서영춘
- 장혁
- 차유미
- 김무용
- 쓰리보이
- 강계식
- 김신재
- 장훈
- 김미령
- 안성기